# Rosenau (Haut-Rhin)
Rosenau (elsässisch Rosanöi) ist eine französische Gemeinde mit 2388 Einwohnern (Stand 1. Januar 2022) im Kanton Saint-Louis im Département Haut-Rhin in der Region Grand Est (bis 2015 Elsass).

## Geographie

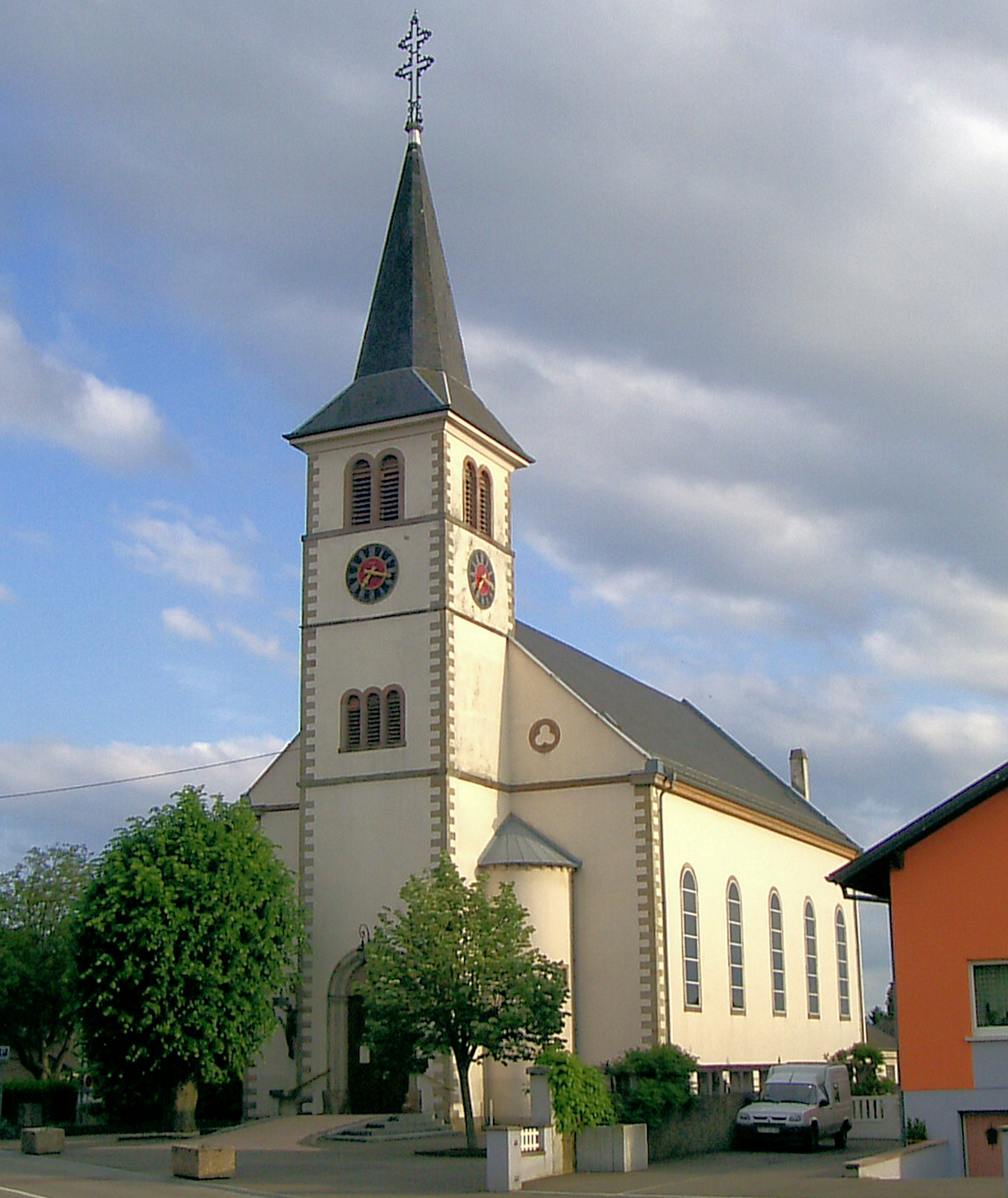
Kirche Saint-Fridolin

Das Dorf liegt je etwa 10 Kilometer von den Städten Saint-Louis, Weil am Rhein (Deutschland) und Basel (Schweiz) entfernt. Es zählt zur Agglomeration Basel. Im Norden grenzt die Gemeinde an Kembs, im Westen an Bartenheim und Blotzheim und im Süden an Village-Neuf. Die Ostgrenze bildet der Rhein.
Der Großteil der Gemeinde liegt zwischen dem Rheinseitenkanal und dem Canal de Huningue. Bedingt durch die geografische Lage, gehört ein Teil des Réserve Naturelle de l'Île du Rhin zum Gemeindegebiet. Rosenau grenzt ebenfalls an das Naturschutzgebiet Petite Camargue Alsacienne sowie im Osten an die Isteiner Schwellen.

## Geschichte
Teile des Gebietes der heutigen Gemeinde und die elsässischen Nachbargemeinden gehörten bis zum Westfälischen Frieden (1648) zur vorderösterreichischen Landvogtei Oberelsaß und Sundgau, und zwar zum oberen Amt der Herrschaft Landser. Im Westfälischen Frieden traten die Habsburger ihre Besitzungen im Elsass an das Königreich Frankreich ab, womit der Oberrhein auch Reichsgrenze wurde – genau der Talweg des Rheins. Die Definition der Gemarkungsgrenzen folgte anderen Kriterien und der Rhein veränderte bei jedem Hochwasser seinen Lauf und hatte auch hinterher oftmals einen anderen Talweg, d. h. die Landesgrenze veränderte sich, während die Gemarkungsgrenzen allenfalls weiter Bestand hatten. Hieraus ergab sich, dass die Landesgrenzen sich nicht mit den Gemarkungsgrenzen deckten, was natürlich zu zusätzlichen Streitpunkten zwischen den Staaten und Gemeinden führte.
Die Rheininsel Rosenau (auch Owe oder Rosenowe) war ursprünglich die südlichste Insel, die zum Bann der Gemeinde Istein gehörte. Im 17. Jahrhundert verlagerte sich der Talweg des Rheins langsam nach Osten zum Isteiner Klotz, wodurch zahlreiche Rheininseln – und eben auch die Rosenau – zu linksrheinischen Inseln wurden. Die diversen Inseln wurden als Weide und für den Holzschlag verwendet.
Das Gebiet der heutigen französischen Gemeinde Rosenau gehörte ursprünglich überwiegend zu den rechtsrheinischen deutschen Gemeinden Istein, Efringen, Kirchen, Huttingen. Die Besiedelung erfolgte erst im 18. Jahrhundert durch Bürger von Istein und Huttingen. Nachdem 1691 nur eine Mühle errichtet worden war, folgte ab 1728 die eigentliche Besiedelung. Um 1768 stockte der Zuzug aus Istein und Huttingen und es kamen vermehrt Siedler aus dem elsässischen Sundgau; die Isteiner Filialgemeinde Rosenau strebte seit der Mitte des 18. Jahrhunderts eine Trennung von Istein an, welche dann 1791 erfolgte. Die neue Gemeinde hatte zunächst 62 Einwohner und erhielt 1794 mit Johann Streich den ersten Bürgermeister. Kirchlich schloss sich Rosenau nun als Filiale an Village-Neuf an, bis es 1871 eine eigene Kirche erhielt. Für die Schleifung der Festung Hüningen (17. Oktober 1815 bis 15. Januar 1816) und nachfolgende Aufräumarbeiten, wurden auch die Bewohner von Rosenau zu Fronarbeiten hinzugezogen. Das Dorf teilte in der Folge das Schicksal des Elsass (1871–1919 zum deutschen Kaiserreich gehörig).

## Wappen
Das Wappen von Rosenau zeigt unten in blau die silberne Blüte der Weißen Seerose mit goldenen Staubblättern. Oben in Silber ein roter Weidling mit zwei roten Rudern.
Das Wappen spielt damit auf eine Version der Namensinterpretation an, dass nämlich der Name Rosenau von den in den stillen Gewässern des damaligen Rheins wachsenden Seerosen abgeleitet ist. Eine andere, handfestere Interpretation ist, dass die Rosenau jene Au ist, auf der die Rosse geweidet wurden. Insbesondere wird angenommen, dass das Weiderecht das die Bewohner der Nachbargemeinde Bartenheim für ihre Rösser und Kühe hatten, zur Namensgebung führte. Der Weidling ist ein uralter Bootstyp, der auch von den Fischern am Oberrhein verwendet wurde.

## Bevölkerungsentwicklung
| Jahr      | 1962 | 1968 | 1975 | 1982 | 1990 | 1999 | 2007 | 2018 |
| Einwohner | 619  | 673  | 1031 | 1591 | 1501 | 1841 | 1988 | 2368 |

## Gemeindepartnerschaften
Partnerschaften bestehen mit Efringen-Kirchen, Ortsteil Istein am gegenüberliegenden Rheinufer sowie mit den französischen Gemeinden Savigneux, Bougue, Mazerolles und Laglorieuse.